# Acanthops soukana
Acanthops soukana es una especie de mantis de la familia Acanthopidae.

## Distribución geográfica
Se encuentra en la Guayana Francesa.